# دمنوش زنجبیل
دمنوش زنجبیل (انگلیسی: Ginger ale) یا جینجریل یک نوشیدنی گازدار با طعم زنجبیل است. این به تنهایی مصرف می‌شود یا به عنوان مخلوط کن، اغلب با نوشیدنی‌های مبتنی بر الکل استفاده می‌شود. دو نوع اصلی زنجبیل وجود دارد. سبک طلایی به دکتر ایرلندی توماس جوزف کانترل نسبت داده شده‌است. سبک خشک (که سبک کم رنگ نیز نامیده می‌شود)، یک نوشیدنی کم رنگ تر با طعم زنجبیل ملایم تر، توسط جان مک لافلین کانادایی ایجاد شد.